# Режими руху газорідинної суміші

Рис. 1 — Характеристика промислового флюїдопроводу при різному
газовмісті β флюїду

Рис. 2 — Визначення оптимального режиму перекачування газорідинної суміші:
1 — загальний перепад тиску; 2 — питомі витрати енергії.

Режими руху газорідинної суміші (рос. режимы движения газожидкостной смеси; англ. drives of gas-liquid mixture movement, нім. Strömungsverhältnisse n pl des Gasflüssigkeitsgemisches) — сукупність гідрогазодинамічних параметрів, які характеризують динамічний стан структури газорідинного потоку.
В залежності від структури потоку виділяють такі основні режими: бульбашковий (інакше емульсійний, пінний; маленькі бульбашки газу рівномірно розподілені в потоці), снарядний (або пробковий; частина бульбашок газу повністю перекриває переріз труби і чергується з рідиною), дисперсно-кільцевий (інакше стрижневий; в ядрі-стрижні газового потоку переносяться дисперговані краплі рідини, а рідина у вигляді кільця рухається по поверхні труби).
Бульбашковій структурі характерна відносна (відносно рідини) швидкість газу 0,3–0,4 м/с, снарядній — від 0,3–0,4 до 1,2 м/с, а дисперсно-кільцевій — понад 1,2 м/с. У нафтових свердловинах внаслідок виділення газу створюються передумови для переходу від бульбашкового до дисперсно-кільцевого режиму та існування переміжних режимів, але переважно спостерігаються бульбашковий і пробковий режими, а в газових свердловинах з рідиною в продукції — дисперсно-кільцевий з різними модифікаціями.
Залежність втрат напору від швидкості руху по трубопроводу
при перекачуванні газорідинних сумішей наведена на рис. 1. Видно, що зі збільшенням швидкості (витрати) суміші загальний перепад
тиску в трубопроводі спочатку зменшується, досягає деякого мінімуму, а потім зростає.
Особливий інтерес являє режим з мінімальними питомими
витратами електроенергії на перекачування вуглеводневої суміші.
Для його визначення проводять дотичну до кривої з початку
координат (рис. 2). Швидкість суміші, відповідна точці дотику, є
оптимальною швидкістю перекачування двофазних потоків Wсм опт. При заданих діаметрі і газовмісті потоку необхідно прагнути вести перекачування зі швидкостями Wсм опт або — при необхідності — Wсм min.